# Rivalidades de fútbol en Venezuela
Los clásicos de fútbol en Venezuela, a diferencia de otras partes de Sudamérica y más específicamente a diferencia de otros deportes como el béisbol y baloncesto casi todos son de origen relativamente reciente. Con ciertas excepciones que en este artículo se detallaran, el resto son encuentros cuya rivalidad se originaría a partir del Boom de la Vinotinto en los años 2000.

## Primeros Clásicos
El Fútbol Profesional Venezolano ha tenido una serie de rivalidades a lo largo de la historia, comenzando desde la era amateur entre Unión Sport Club y Dos Caminos Sport Club, luego le seguiría la rivalidad entre las colonias italianas y las colonias portuguesas, a lo que se denominó en su momento el "Clásico Europeo" entre Deportivo Italia y Deportivo Portugués, a este clásico se uniría el Deportivo Galicia quien compartiría rivalidad deportiva con esas 2 franquicias.

## Rivalidades Nacionales
Las principales rivalidades del fútbol venezolano se han dado alrededor de los clubes con mayor trayectoria, así como en los clubes con mayor popularidad y tradición en el fútbol venezolano, entre ellos: Caracas F.C., Deportivo Táchira F.C., Estudiantes de Mérida F.C, Portuguesa F.C., Mineros de Guayana y Zamora F.C.

### Clásico del fútbol venezolano
El Duelo Moderno del fútbol venezolano es un partido en el cual se enfrentan los dos equipos más populares, y más laureados del país: Caracas Fútbol Club y el Deportivo Táchira Fútbol Club. Además es la rivalidad más importante del fútbol venezolano.
Lo disputan los equipos con más títulos en la historia del fútbol venezolano, el Caracas Fútbol Club (12 títulos) que juega de local en el Estadio Olímpico de la UCV, de la ciudad de Caracas y el Deportivo Táchira Fútbol Club (11 títulos) que juega de local en el Polideportivo de Pueblo Nuevo, de la ciudad de San Cristóbal.
El primer encuentro entre ambos equipos data del 14 de julio de 1985, donde el Deportivo Táchira Fútbol Club vence 1-0 al Caracas Fútbol Club de visita en el Estadio Brígido Iriarte, en lo que sería el primer partido de este clásico.
Los primeros partidos de este clásico que se jugaban en Caracas, se efectuaban en el Estadio Brígido Iriarte. Tiempo después, se jugó en el Estadio Olímpico de la Universidad Central de Venezuela. Sin embargo, el primer clásico fuera de las ciudades de Caracas y San Cristóbal, se efectuó en el Estadio Giuseppe Antonelli de la ciudad de Maracay, el 10 de diciembre de 2000. Este no fue el único partido fuera de las ciudades sedes de ambos clubes. Durante la temporada 2000/01, ambos equipos disputaron dos partidos en el Estadio Agustín Tovar de la ciudad de Barinas. Por su parte, el Deportivo Táchira durante la temporada 2005-06 y en la recta final de la campaña 2006-07 efectuó sus partidos de local en el Estadio Brígido Iriarte por las remodelaciones en el estadio de San Cristóbal, y en ese mismo campeonato también efectuó sus partidos de local en el Estadio Orlando Medina de la ciudad de San Juan de Colón.
Ambos clubes ocupan los primeros puestos en cuanto a títulos en la historia del fútbol profesional de Venezuela, y solo se han enfrentado cuatro veces fuera del calendario de primera división.

#### Origen
Si bien en la actualidad existe gran rivalidad entra ambas escuadras, su inicio real es de reciente data, y se remonta al incidente de la Final de la Copa Venezuela 2000. En la que Caracas se coronase campeón en el Estadio Polideportivo de Pueblo Nuevo en San Cristóbal luego de un empate a 2 goles, lo que origió disturbios que culminaron en el incendio del autobús que transportaba al Caracas Fútbol Club. En lo que es el mayor incidente de violencia reportado en la historia del fútbol venezolano.
Curiosamente, a partir de ese incidente el Caracas F.C. comenzó una década llena de títulos a partir del año 2000, si bien habían conseguido cuatro estrellas en los noventa, a partir de la temporada 2000/2001 conseguirían siete campeonatos en esa década, siendo el último el de la 2009/2010. Esa final que ganaron al “Carrusel Aurinegro”, un equipo ya considerado grande e histórico antes de la llegada del siglo XXI, parece el punto de quiebre de una rivalidad que actualmente es calificada como el Duelo Moderno del Fútbol Venezolano.

### Clásico Andino

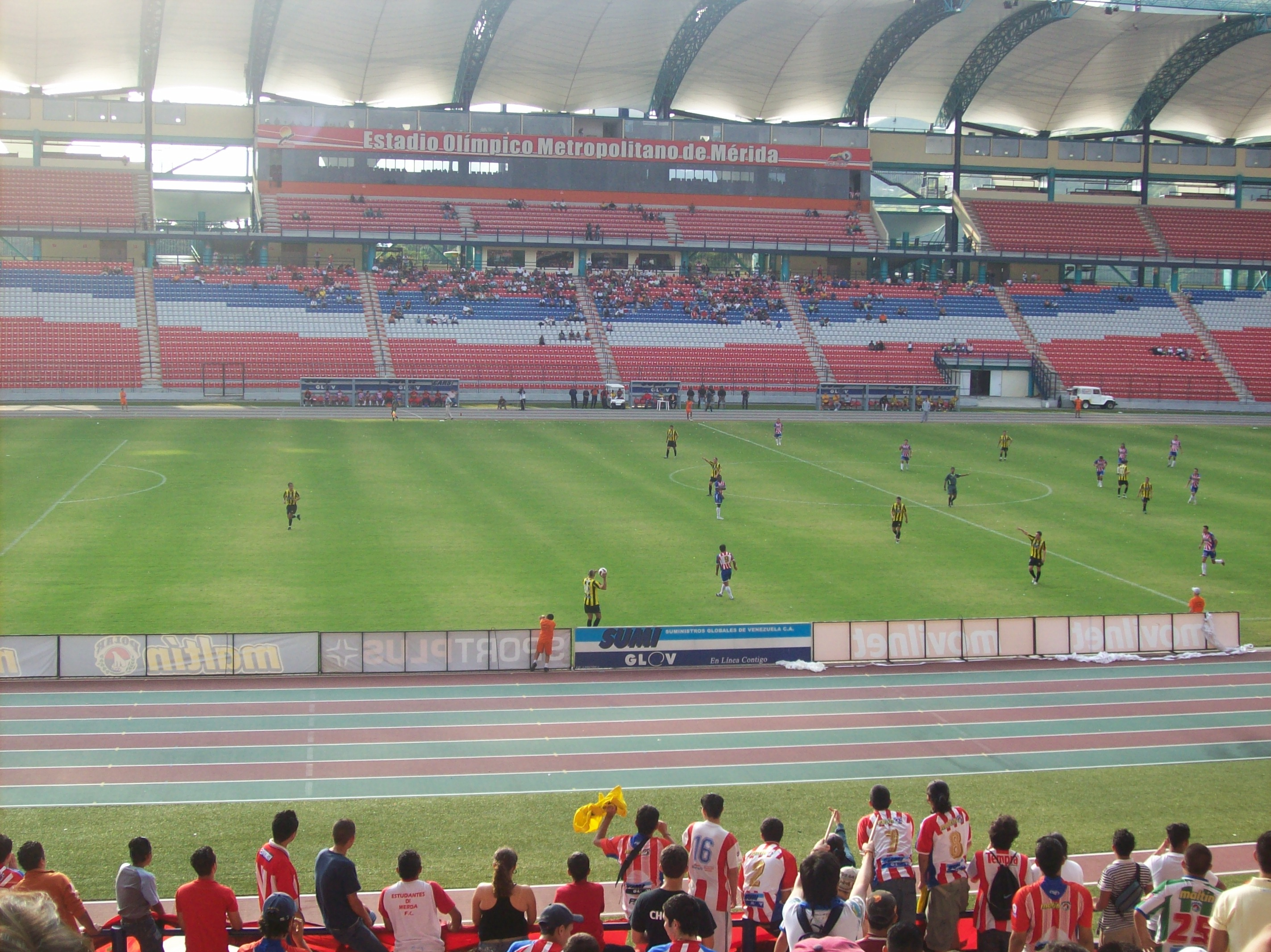
Imagen del Clásico Andino, partido correspondiente al Torneo Apertura 2008 en el Estadio Metropolitano de Mérida.

El Clásico Andino entre Estudiantes de Mérida F.C. y Deportivo Táchira F.C. tiene sus orígenes desde el 16 de marzo de 1975 cuando se disputó el primer encuentro en el Estadio Guillermo Soto Rosa de la Ciudad de Mérida por la Copa Venezuela, el cual finalizó con marcador de 3:2 a favor de los merideños. Entretanto el primer clásico en el campeonato nacional se jugó el 15 de junio de 1975, en el cual los tachirenses obtuvieron a victoria por 1:0 gracias a un gol anotado por el uruguayo Jorge Silvera al minuto 59. La victoria más holgada a favor de los aurinegros se dio el 9 de diciembre de 1979 cuando venció por 5:0 a la escuadra académica en el Polideportivo de Pueblo Nuevo. Didier Sanabria con 7 tantos es el goleador histórico del Deportivo Táchira en este tipo de enfrentamientos. Desde el primer clásico, los dos clubes se han enfrentado en 117 oportunidades en el torneo local, obteniendo la victoria en 48 ocasiones. Por muchos años se le considera como el Clásico Andino, a pesar de que el cuadro "académico" descendió a la Segunda División en el año 2006, tras caer por 4 a 2 contra el Deportivo Italmaracaibo, sin embargo luego de su regreso a Primera en mayo de 2007, el encuentro entre ambos conjuntos futbolísticos ha vuelto a tener una importante repercusión dentro del balompié nacional gracias al apoyo de las respectivas fanaticadas, logrando importantes cifras de asistencia.

#### Números totales
| Competencia        | Partidos Jugados | Ganados Táchira | Partidos Empatados | Ganados Estudiantes | Goles de Táchira | Goles de Estudiantes |
| ------------------ | ---------------- | --------------- | ------------------ | ------------------- | ---------------- | -------------------- |
| 'Primera División' | 128              | 53              | 36                 | 39                  | 170              | 133                  |
| Copa Venezuela     | 14               | 07              | 03                 | 04                  | 20               | 13                   |
| Copa Libertadores  | 04               | 02              | 01                 | 01                  | 06               | 03                   |
| Copa Conmebol      | 02               | 01              | 00                 | 01                  | 07               | 06                   |
| Total              | 148              | 63              | 40                 | 45                  | 203              | 155                  |

*Actualizado hasta el 13 de diciembre de 2019

### Clásico añejo
El encuentro entre Portuguesa FC y Estudiantes de Mérida es uno de los clásicos más añejo (entiéndase el más antiguo) del fútbol venezolano. El primer partido disputado por estas oncenas fue el 28 de mayo de 1972 por Copa Venezuela, en las ciudades gemelas dejando un empate de 1-1 con goles de Chiazzaro al 73 y Cholo Mendoza al minuto 79, convirtiéndolo así en el clásico más antiguo en vigor en el país.

#### Números totales
| Competencia        | Partidos Jugados | Ganados Portuguesa | Partidos Empatados | Ganados Estudiantes | Goles de Portuguesa | Goles de Estudiantes |
| ------------------ | ---------------- | ------------------ | ------------------ | ------------------- | ------------------- | -------------------- |
| 'Primera División' | 103              | 39                 | 31                 | 33                  | 113                 | 103                  |
| Copa Venezuela     | 10               | 03                 | 03                 | 04                  | 17                  | 14                   |
| Copa Libertadores  | 06               | 02                 | 03                 | 01                  | 07                  | 03                   |
| Total              | 119              | 44                 | 37                 | 35                  | 120                 | 111                  |

*Actualizado hasta el 13 de diciembre del 2019

## Otras rivalidades

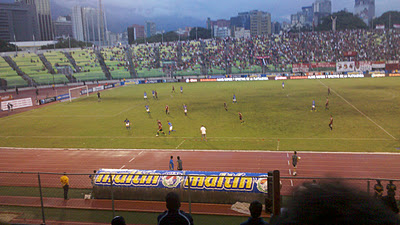
Clásico Capitalino entre Los Rojos del Ávila y Los Azzurri en el Estadio Olímpico de la UCV.

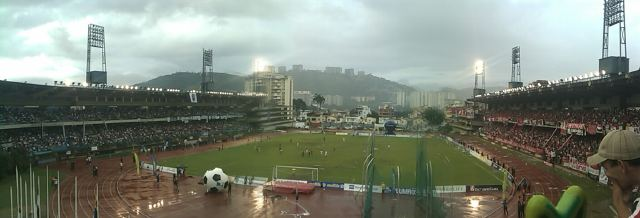
Clásico Capitalino entre Deportivo La Guaira y Caracas F.C. en el Estadio Brígido Iriarte

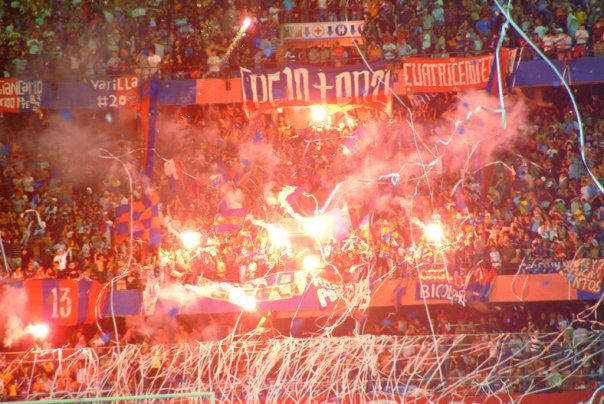
Barra "Sin Vergüenza 21" del Unión Atlético Maracaibo en el Pachencho Romero.

Existen otras rivalidades a nivel de regiones:
- Clásico Oriental: es un partido de fútbol que enfrenta al Monagas SC y Mineros de Guayana, los dos equipos más longevos del Oriente del País. La primera vez que ambos clubes se enfrentaron en la primera división fue el 27 de enero de 1991, partido que concluyó con un empate 1-1 en la ciudad de Maturín. En total se han enfrentado en la Primera División en 50 partidos, con 11 victorias para los azulgranas, 22 para los negriazules y 17 empates.

| Competencia        | Partidos Jugados | Ganados Mineros | Partidos Empatados | Ganados Monagas | Goles de Mineros | Goles de Monagas |
| ------------------ | ---------------- | --------------- | ------------------ | --------------- | ---------------- | ---------------- |
| 'Primera División' | 55               | 24              | 19                 | 12              | 79               | 52               |
| Copa Venezuela     | 9                | 5               | 1                  | 3               | 10               | 6                |
| Total              | 64               | 29              | 20                 | 15              | 89               | 58               |

*Actualizado hasta el 13 de diciembre del 2019

- Clásico Andino-Llano: el encuentro entre el Deportivo Táchira y el Zamora Fútbol Club, recientemente (hace quince años para ser exactos) se ha convertido en una rivalidad bastante notoria en el futbol nacional venezolano. Los hinchas de ambos equipos (<<aurinegros>> los del Deportivo Táchira, y <<blanquinegros>> los del Zamora FC), tras la final de la temporada 2010-2011 en la que resultó campeón el Táchira, han demostrado cierto interés hacia los encuentros de ambas escuadras. No obstante, este clásico se originó a finales de los años 2000; incluso, en más de una ocasión, debido a las frecuentes victorias del Táchira ante el Zamora, los aficionados del equipo llanero formaban altercados después de los partidos contra los aficionados aurinegros, lanzando piedras, botellas y demás objetos hacia las gradas del Deportivo Táchira.

- Clásico de Portuguesa: Una de las rivalidades más importantes de la zona llanera es la que confronta entre los equipos de Portuguesa (de Araure) y Llaneros (de Guanare). Este clásico estadual se generó durante años de disputas en las categorías de ascenso siendo el equipo del Penta el que ha ganado en la mayoría de las ocasiones.

- El Derbi de la Montaña: Otro clásico importante de la zona Andina (aparte del Deportivo Táchira - Estudiantes) se registra entre los equipos de Estudiantes de Mérida y Universidad Los Andes en la ciudad de Mérida. Este es el Segundo clásico más añejo después de los enfrentamientos entre Estudiantes de Mérida y Portuguesa Fútbol Club tradicional se generó durante años de disputas por el orgullo de la ciudad. Hoy en día este clásico está devaluado debido a que el cuadro universitario juega en las categorías de Ascenso y el rojiblanco además de jugar en Primera, sus aficionados mantienen más una rivalidad con el Deportivo Táchira.

- Derbis en la Capital: Se considera así a cualquiera de los partidos que enfrentan a los equipos de Caracas: Caracas Fútbol Club, Deportivo Miranda Fútbol Club, Atlético Venezuela, Deportivo La Guaira, Estudiantes de Caracas y Metropolitanos FC; no obstante, el club con mayor cantidad de hinchas y que suele ser animador de los Torneos, son rojos, aunque recientemente los nacionales también forman parte de esta rivalidad caraqueña. Se da la curiosidad que de estos seis equipos de Primera División que hacen localía enteramente en la ciudad de Caracas, el Petare FC tiene sus oficinas y entrena en Petare ya que pertenece al Estado Miranda y Deportivo La Guaira planea mudarse al Estado La Guaira una vez que habilite un estadio como local.

- Portuguesa - Zamora: Estos rivales del Llano mantienen un auténtico clásico cada vez que se enfrentan en primera, los incidentes son raros a pesar de que son muy populares en la zona del Llano.

- Clásico del centro (Venezuela) o El Derbi de la Autopista : Es disputado por el Aragua FC y el Carabobo FC, Este partido tiene la denominación de "Derbi" ya que los 2 clubes se encuentran ubicados en la zona central del país, lo cual aumenta la rivalidad entre ambas oncenas.
- Derbi del Lago: Se disputa entre el Zulia FC y Deportivo JBL del Zulia ya que ambos se encuentran en el estado Zulia.[3] En anteriores oportunidades, los protagonistas de este encuentro habían sido Unión Atlético Maracaibo enfrentando a Deportivo Italmaracaibo,[4] asimismo, otros equipos zulianos que han estado en primera división como Atlético Zulia Fútbol Club.